# Плоти
Пло́ти (пол. Płoty, нім. Plathe an der Rega) — місто в північно-західній Польщі, на річці Рега (пол. Rega). 
На 31 березня 2014 року, у місті було 4 090 жителів.

## Демографія
Демографічна структура станом на 31 березня 2011 року:
|          | Загалом | Допрацездатний вік | Працездатний вік | Постпрацездатний вік |
| -------- | ------- | ------------------ | ---------------- | -------------------- |
| Чоловіки | 1984    | 392                | 1428             | 164                  |
| Жінки    | 2130    | 384                | 1268             | 478                  |
| Разом    | 4114    | 776                | 2696             | 642                  |